# トリメチルシリルアセチレン
トリメチルシリルアセチレン (trimethylsilylacetylene、TMSA) は、分子式 C5H10Si の有機化合物である。消防法に定める第4類危険物 第1石油類に該当する。

## 利用
有機合成化学では、アリール基に縮合させた後、容易にトリメチルシリル基を除去することができるためアルキニル化アリールを合成するときによく用いられる。アリール基にTMSAをカップリングさせる反応にはヘイカップリングや薗頭カップリングがある。